# Chitosom
Chitosom – mikropęcherzyk występujący na powierzchni błony komórkowej wielu grzybów. Organellum o średnicy 40–70 nm otoczone jest błoną o grubości 6,5–7 nm, cieńsza od błon wakuoli oraz pęcherzyków wydzielniczych. Wewnątrz znajduje się syntaza chitynowa (EC 2.4.1.16). Enzym zapewnia biosyntezę mikrofibryl chitynowych wchodzących w skład ściany komórkowej grzybów. Wytwarzane przez chitosomy mikrofibryle mają 100–250 nm długości.
Dzięki małej gęstości chitosomy mogą być łatwo oddzielone od pozostałych organelli komórek grzybów. Digitonina powoduje dysocjację struktur, czego efektem jest pojawienie się cząsteczek o masie około 500 kDa i stałej sedymentacji 16S. Cząsteczki te są najmniejszymi jednostkami molekularnymi wykazującymi aktywność syntazy chitynowej. Początkowo uważano, że chitosomy są artefaktem powstałym w wyniku rozbicia komórek. Doświadczenia wykazały jednak, że są subkomórkowymi organellami. Ich obecność została potwierdzona u wielu gatunków grzybów. Nie zostały stwierdzone u Saprolegnia monoica, gatunku należącego do Oomycetes. Co nie jest zaskakujące ze względu na znaczną odmienność filogenetyczną tej grupy.